# Adolphine Fogtmann
Adolphine Fogtmann (31. maj 1847 i Vejle – 7. april 1934) var en dansk forfatter af romaner og børnebøger.
Hendes debut, Fra Munkebjerg, kom i 1884 under pseudonymet Èdini ligesom romanen Strøm også fra 1884 og senere Rødtop (1907). Derefter udgav hun børnebøger under sit rigtige navn, de fleste i en serie kaldet "Mine smaa Venner, der blev udgivet af en indremissionsk præst. Hun forblev ugift gennem livet.
Pil Dahlerup skriver i Det moderne gennembruds kvinder om en novelle af Fogtmann, at dens form og indhold "er ukompliceret traditionelt og (...) ikke kan sætte læseren i bevægelse".